# Al-Kubba (gmina w Libii)
Al-Kubba (arab. القبّة, Al-Qubbah) – gmina w Libii ze stolicą w Al-Kubbie. 
Liczba mieszkańców – 59 tys.
Kod gminy – LY-QB (ISO 3166-2).
Gmina graniczy z:
- Darna – północny wschód
- Al-Butnan – wschód
- Al-Wahat – południe
- Al-Dżabal al-Achdar – zachód